# John Carew

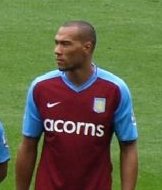
John Carew

John Alieu Carew (Lørenskog, 5 de setembre de 1979) és un futbolista noruec ja retirat, de pare gambià i mare noruega. Ocupava la posició de davanter.

## Trajectòria
Comença la seua carrera professional al Lørenskog IF, un modest club de la regió d'Oslo. El 1998 marxa al Vålerenga, equip amb el qual gana la Copa de Noruega a la vegada que va guanyant renom per la seua fama golejadora. La temporada 99/00 milita al Rosenborg BK. Amb el conjunt de Trondheim aconsegueix 18 gols en 18 partits, a la vegada que signa bones actuacions en competicions continentals.
L'estiu del 2000 fitxa pel València CF per 8,5 milions d'euros. Amb el conjunt de Mestalla, tot i no consolidar-se com a gran golejador, aconsegueix dues lligues i arribar a la final de la Champions League del 2001. En aquest torneig va marcar un decisiu gol als quarts de final davant l'Arsenal. Posteriorment, el València el va cedir a l'AS Roma, i el 2004 marxa al Beşiktaş JK turc.
Després d'any i mig a l'Olympique de Lió, el gener del 2007 signa per l'Aston Villa FC de la Premier League anglesa, dins d'un intercanvi amb el txec Milan Baroš.
En eixe final de campanya 06/07, el noruec va marcar tres gols en 11 partits, els dos primers a la mateixa setmana. Es converteix en una figura dels seguidors de l'equip de Birmingham, els quals popularitzen la tonada: "John Carew, Carew, he's bigger than me and you, he's gonna score one or two, John Carew, Carew" (amb la melodia de Que Sera, Sera (Whatever Will Be, Will Be)).
A la temporada següent seria el màxim golejador de l'Aston Villa, amb 13 dianes. La temporada 08/09 va alçar polèmica les seues dues setmanes de sanció per estar en un pub la nit abans de l'encontre de Copa de la UEFA davant l'Ajax d'Amsterdam. A això li va seguir una lesió, que obligà l'Aston Villa a fitxar el davanter internacional anglés Emile Heskey. Finalment, va acabar la campanya amb 11 gols en 25 partits.

## Presència internacional

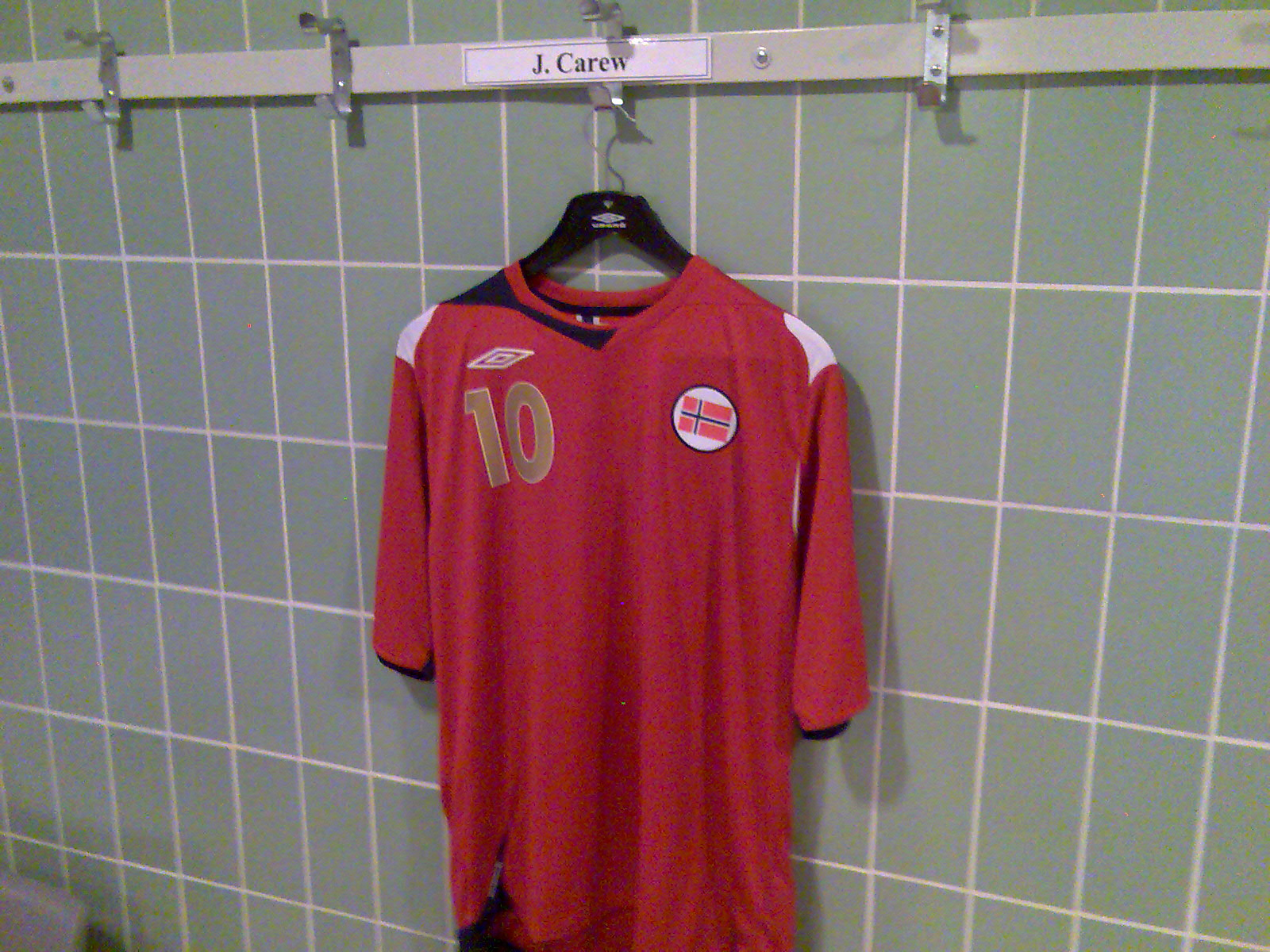
Samarreta de John Carew de la selecció noruega

Carew ha estat un dels jugadors noruecs més importants de la dècada del 2000 de la selecció Noruega, amb la qual va jugar 82 partits i va fer 22 gols. Va participar amb la seva selecció en l'Eurocopa del 2000.

## Títols
Vålerenga
- Copa de Noruega (1): 1997

Rosenborg
- Lliga de Noruega (1): 1999
- Copa de Noruega (1): 2005

Valencia
- Primera Divisió espanyola (1): 2001-02

Lyon
- Ligue 1 (1): 2005-06

Aston Villa
- Peace Cup (1): 2009

## Premis individuals
- Trofeu Kniksen de l'Any (3): 2005, 2007, 2008